# Tsjechisch curlingteam (mannen)
Het Tsjechisch curlingteam vertegenwoordigt Tsjechië in internationale curlingwedstrijden.

## Geschiedenis
Tsjechië nam voor het eerst deel aan een groot toernooi tijdens het Europees kampioenschap van 1993 in het Zwitserse Leukerbad, in hetzelfde jaar dat het land onafhankelijk werd. Daarvoor had Tsjecho-Slowakije reeds enkele keren deelgenomen aan het EK. Sindsdien heeft Tsjechië aan elk Europees kampioenschap deelgenomen. In de beginjaren was Tsjechië een onopvallende middenmoter, die af en toe in de A-divisie speelde, maar daar telkens meteen weer uit verdween. Vanaf 2006, toen Jiří Snítil het team naar zijn hand zette, kwam hier verandering in. Tsjechië kwalificeerde zich opnieuw voor de hoogste divisie, waarin het stand wist te houden. Na enkele jaren in de achterhoede te zijn geëindigd, kon het land in 2011 voor het eerst van het succes proeven. Tsjechië haalde de play-offs, maar eindigde toch nog op de vierde plaats. Een jaar later eindigde Tsjechië dan toch voor het eerst op het podium: het land ging met de bronzen medaille naar huis. In 2015 maakte Jiří Snítil voor het eerst in tien jaar geen deel uit van het Tsjechische team op het EK. Het land degradeerde prompt uit de hoogste afdeling, en vertoefde jarenlang in de B-divisie. Sedert 2021 speelt het land opnieuw in de hoogste afdeling.
Tot op heden nam Tsjechië elf keer deel aan het wereldkampioenschap. Verder dan een zevende plaats, behaald in zowel 2014 als 2025, kwam het team niet. In 2026 zal Tsjechië zijn debuut maken op de Olympische Spelen.

## Tsjechië op de Olympische Spelen
| \| Jaar \| Plaats \| Skip \| WG \| W \| V \| PV \| PT \| \| ---- \| --------------- \| --------------- \| --------------- \| --------------- \| --------------- \| --------------- \| --------------- \| \| 1998 \| Geen deelname \| Geen deelname \| Geen deelname \| Geen deelname \| Geen deelname \| Geen deelname \| Geen deelname \| \| 2002 \| Geen deelname \| Geen deelname \| Geen deelname \| Geen deelname \| Geen deelname \| Geen deelname \| Geen deelname \| \| 2006 \| Geen deelname \| Geen deelname \| Geen deelname \| Geen deelname \| Geen deelname \| Geen deelname \| Geen deelname \| \| 2010 \| Geen deelname \| Geen deelname \| Geen deelname \| Geen deelname \| Geen deelname \| Geen deelname \| Geen deelname \| \| 2014 \| Geen deelname \| Geen deelname \| Geen deelname \| Geen deelname \| Geen deelname \| Geen deelname \| Geen deelname \| \| 2018 \| Geen deelname \| Geen deelname \| Geen deelname \| Geen deelname \| Geen deelname \| Geen deelname \| Geen deelname \| \| 2022 \| Geen deelname \| Geen deelname \| Geen deelname \| Geen deelname \| Geen deelname \| Geen deelname \| Geen deelname \| \| 2026 \| Nog niet bekend \| Nog niet bekend \| Nog niet bekend \| Nog niet bekend \| Nog niet bekend \| Nog niet bekend \| Nog niet bekend \| |                 |                 |                 |                 |                 |                 |                 |
| Jaar | Plaats          | Skip            | WG              | W               | V               | PV              | PT              |
| 1998 | Geen deelname   | Geen deelname   | Geen deelname   | Geen deelname   | Geen deelname   | Geen deelname   | Geen deelname   |
| 2002 | Geen deelname   | Geen deelname   | Geen deelname   | Geen deelname   | Geen deelname   | Geen deelname   | Geen deelname   |
| 2006 | Geen deelname   | Geen deelname   | Geen deelname   | Geen deelname   | Geen deelname   | Geen deelname   | Geen deelname   |
| 2010 | Geen deelname   | Geen deelname   | Geen deelname   | Geen deelname   | Geen deelname   | Geen deelname   | Geen deelname   |
| 2014 | Geen deelname   | Geen deelname   | Geen deelname   | Geen deelname   | Geen deelname   | Geen deelname   | Geen deelname   |
| 2018 | Geen deelname   | Geen deelname   | Geen deelname   | Geen deelname   | Geen deelname   | Geen deelname   | Geen deelname   |
| 2022 | Geen deelname   | Geen deelname   | Geen deelname   | Geen deelname   | Geen deelname   | Geen deelname   | Geen deelname   |
| 2026 | Nog niet bekend | Nog niet bekend | Nog niet bekend | Nog niet bekend | Nog niet bekend | Nog niet bekend | Nog niet bekend |

## Tsjechië op het wereldkampioenschap
| Jaar | Plaats        | Skip          | WG            | W             | V             | PV            | PT            |
| ---- | ------------- | ------------- | ------------- | ------------- | ------------- | ------------- | ------------- |
| 1993 | Geen deelname | Geen deelname | Geen deelname | Geen deelname | Geen deelname | Geen deelname | Geen deelname |
| 1994 | Geen deelname | Geen deelname | Geen deelname | Geen deelname | Geen deelname | Geen deelname | Geen deelname |
| 1995 | Geen deelname | Geen deelname | Geen deelname | Geen deelname | Geen deelname | Geen deelname | Geen deelname |
| 1996 | Geen deelname | Geen deelname | Geen deelname | Geen deelname | Geen deelname | Geen deelname | Geen deelname |
| 1997 | Geen deelname | Geen deelname | Geen deelname | Geen deelname | Geen deelname | Geen deelname | Geen deelname |
| 1998 | Geen deelname | Geen deelname | Geen deelname | Geen deelname | Geen deelname | Geen deelname | Geen deelname |
| 1999 | Geen deelname | Geen deelname | Geen deelname | Geen deelname | Geen deelname | Geen deelname | Geen deelname |
| 2000 | Geen deelname | Geen deelname | Geen deelname | Geen deelname | Geen deelname | Geen deelname | Geen deelname |
| 2001 | Geen deelname | Geen deelname | Geen deelname | Geen deelname | Geen deelname | Geen deelname | Geen deelname |
| 2002 | Geen deelname | Geen deelname | Geen deelname | Geen deelname | Geen deelname | Geen deelname | Geen deelname |
| 2003 | Geen deelname | Geen deelname | Geen deelname | Geen deelname | Geen deelname | Geen deelname | Geen deelname |
| 2004 | Geen deelname | Geen deelname | Geen deelname | Geen deelname | Geen deelname | Geen deelname | Geen deelname |
| 2005 | Geen deelname | Geen deelname | Geen deelname | Geen deelname | Geen deelname | Geen deelname | Geen deelname |
| 2006 | Geen deelname | Geen deelname | Geen deelname | Geen deelname | Geen deelname | Geen deelname | Geen deelname |
| 2007 | Geen deelname | Geen deelname | Geen deelname | Geen deelname | Geen deelname | Geen deelname | Geen deelname |
| 2008 | 12            | Jiří Snítil   | 11            | 2             | 9             | 57            | 83            |

| Jaar | Plaats        | Skip          | WG            | W             | V             | PV            | PT            |
| ---- | ------------- | ------------- | ------------- | ------------- | ------------- | ------------- | ------------- |
| 2009 | 11            | Jiří Snítil   | 11            | 3             | 8             | 54            | 75            |
| 2010 | Geen deelname | Geen deelname | Geen deelname | Geen deelname | Geen deelname | Geen deelname | Geen deelname |
| 2011 | 8             | Jiří Snítil   | 11            | 5             | 6             | 64            | 77            |
| 2012 | 12            | Jiří Snítil   | 11            | 2             | 9             | 61            | 81            |
| 2013 | 8             | Jiří Snítil   | 11            | 6             | 5             | 69            | 72            |
| 2014 | 7             | Jiří Snítil   | 11            | 6             | 5             | 71            | 73            |
| 2015 | 9             | Jiří Snítil   | 11            | 4             | 7             | 61            | 84            |
| 2016 | Geen deelname | Geen deelname | Geen deelname | Geen deelname | Geen deelname | Geen deelname | Geen deelname |
| 2017 | Geen deelname | Geen deelname | Geen deelname | Geen deelname | Geen deelname | Geen deelname | Geen deelname |
| 2018 | Geen deelname | Geen deelname | Geen deelname | Geen deelname | Geen deelname | Geen deelname | Geen deelname |
| 2019 | Geen deelname | Geen deelname | Geen deelname | Geen deelname | Geen deelname | Geen deelname | Geen deelname |
| 2021 | Geen deelname | Geen deelname | Geen deelname | Geen deelname | Geen deelname | Geen deelname | Geen deelname |
| 2022 | 9             | Lukáš Klíma   | 12            | 5             | 7             | 73            | 71            |
| 2023 | 10            | Lukáš Klíma   | 12            | 3             | 9             | 63            | 89            |
| 2024 | 9             | Lukáš Klíma   | 12            | 4             | 8             | 75            | 82            |
| 2025 | 7             | Lukáš Klíma   | 12            | 6             | 6             | 70            | 64            |

## Tsjechië op het Europees kampioenschap
| Jaar | Plaats | Skip          | WG | W  | V | PV  | PT |
| ---- | ------ | ------------- | -- | -- | - | --- | -- |
| 1993 | 15     | Radek Klíma   | 7  | 3  | 4 | 40  | 52 |
| 1994 | 15     | Radek Klíma   | 8  | 5  | 3 | 51  | 48 |
| 1995 | 18     | David Šik     | 6  | 2  | 4 | 36  | 48 |
| 1996 | 16     | Radek Klíma   | 5  | 2  | 3 | 30  | 28 |
| 1997 | 16     | David Šik     | 4  | 1  | 3 | 19  | 30 |
| 1998 | 8      | David Šik     | 8  | 4  | 4 | 39  | 47 |
| 1999 | 14     | Karel Kubeška | 6  | 0  | 6 | 24  | 48 |
| 2000 | 11     | Karel Kubeška | 10 | 7  | 3 | 78  | 58 |
| 2001 | 9      | Petr Štěpánek | 10 | 2  | 8 | 50  | 80 |
| 2002 | 16     | David Šik     | 10 | 6  | 4 | 99  | 52 |
| 2003 | 15     | Jiří Snítil   | 5  | 3  | 2 | 43  | 29 |
| 2004 | 14     | Karel Kubeška | 9  | 6  | 3 | 71  | 49 |
| 2005 | 13     | David Šik     | 11 | 8  | 3 | 94  | 52 |
| 2006 | 11     | Jiří Snítil   | 15 | 12 | 3 | 130 | 69 |
| 2007 | 8      | Jiří Snítil   | 11 | 5  | 6 | 69  | 63 |
| 2008 | 7      | Jiří Snítil   | 9  | 4  | 5 | 43  | 57 |

| Jaar | Plaats | Skip          | WG | W | V | PV | PT |
| ---- | ------ | ------------- | -- | - | - | -- | -- |
| 2009 | 8      | Jiří Snítil   | 10 | 3 | 7 | 49 | 71 |
| 2010 | 7      | Jiří Snítil   | 10 | 4 | 6 | 56 | 57 |
| 2011 | 4      | Jiří Snítil   | 14 | 8 | 6 | 83 | 83 |
| 2012 | 3      | Jiří Snítil   | 12 | 8 | 4 | 75 | 69 |
| 2013 | 7      | Jiří Snítil   | 9  | 3 | 6 | 50 | 61 |
| 2014 | 5      | Jiří Snítil   | 10 | 5 | 5 | 55 | 52 |
| 2015 | 9      | David Šik     | 10 | 3 | 7 | 53 | 76 |
| 2016 | 13     | Karel Kubeška | 9  | 7 | 2 | 78 | 45 |
| 2017 | 13     | Jiří Snítil   | 9  | 8 | 1 | 76 | 35 |
| 2018 | 13     | David Šik     | 9  | 8 | 1 | 72 | 43 |
| 2019 | 11     | Lukáš Klíma   | 9  | 8 | 1 | 72 | 39 |
| 2021 | 7      | Lukáš Klíma   | 9  | 4 | 5 | 57 | 62 |
| 2022 | 7      | Lukáš Klíma   | 9  | 3 | 6 | 51 | 62 |
| 2023 | 8      | Lukáš Klíma   | 9  | 2 | 7 | 48 | 70 |
| 2024 | 8      | Lukáš Klíma   | 9  | 2 | 7 | 61 | 71 |

Andorra · Australië · België · Bosnië en Herzegovina · Brazilië · Bulgarije · Canada · China · Chinees Taipei · Denemarken · Duitsland · Engeland · Estland · Filipijnen · Finland · Frankrijk · Georgië · Griekenland · Groot-Brittannië · Guyana · Hongarije · Hongkong · Ierland · IJsland · India · Israël · Italië · Jamaica · Japan · Kazachstan · Kenia · Kirgizië · Kroatië · Letland · Liechtenstein · Litouwen · Luxemburg · Mexico · Nederland · Nieuw-Zeeland · Nigeria · Noorwegen · Oekraïne · Oostenrijk · Polen · Portugal · Puerto Rico · Qatar · Roemenië · Rusland · Saoedi-Arabië · Schotland · Servië · Slovenië · Slowakije · Spanje · Thailand · Tsjechië · Tsjecho-Slowakije · Turkije · Verenigde Staten · Wales · Wit-Rusland · Zuid-Korea · Zweden · Zwitserland